# Faca (romance)
Faca (em norueguês: Kniv, 2019) é um romance policial do escritor norueguês Jo Nesbø, o décimo segundo da série Harry Hole .    A maior parte do enredo do livro decorre em Oslo.

## Resumo
Harry Hole começou a beber de novo tendo sido expulso de casa pela esposa Rakel. E nos últimos tempo, apenas casos menores lhe têm sido atribuidos enquanto detetive na polícia, apesar das suas capacidades investigativas serem bem conhecidas no combate ao crime em Oslo. Tudo muda quando uma manhã ele acorda coberto de sangue da sua mulher assassinada sem se lembrar do que aconteceu, o que desencadeia a sua pesquisa para descobrir o que se passou.

## Recepção
Tom Nolan, do Wall Street Journal, elogiou o personagem "memorável e bem desenhado"  de Knife tendo-o considerado  "indiscutivelmente a melhor entrada até agora" na série Harry Hole, escrevendo: "Os enigmas morais em "Knife" são dostoievskianos, as surpresas são de tirar o fôlego, as frases de efeito são divertidas e o suspense é implacável." 
A Publishers Weekly criticou o romance por ter um "enorme número de personagens, de histórias de fundo, de subtramas e de temas", mas mesmo assim elogiou o seu final "bem orquestrado". 
Rob Merrill, da Associated Press, elogiou o ritmo do romance, mas sentiu que parte de sua qualidade se perdeu na tradução para o inglês. 